# Yama (Boundiali)
Pour les articles homonymes, voir Yama (homonymie).
Yama est une localité du nord de la Côte d'Ivoire qui se situe dans le département de Boundiali, dans la Région des savanes.